# Rudolf Knoll (Sänger)
Rudolf Knoll (* 4. November 1926 in Bergzabern; † 2007) war ein deutscher Opernsänger. 

## Leben
Von 1951 bis 1960 war er als Bariton an den Bühnen von Regensburg, Oldenburg und Aachen engagiert, von 1960 bis 1963 am Opernhaus Zürich. Danach gastierte er an der Wiener Staatsoper, am Staatstheater Wiesbaden und an der Staatsoper Stuttgart. Bei den Salzburger Festspielen wirkte er am 12. August 1959 in der Uraufführung der Oper Julietta von Heimo Erbse mit. Am 4. März 1967 sang er am Staatstheater Karlsruhe in der Uraufführung von Rudolf Kelterborns Kaiser Jovian die Titelrolle. 1962 und 1968 gastierte er an der Turiner Oper, von 1967 bis 1969 an der Metropolitan Opera in New York, wo er unter anderem den Kothner, Biterolf und den Faninal neben Walter Berry, Reri Grist, Leonie Rysanek, Christa Ludwig und Nicolai Gedda sang. 1969 war Rudolf Knoll auch am Opernhaus von Los Angeles zu Gast. 
Knoll wirkte ab 1971 am Mozarteum in Salzburg, von 1975 bis 1995 als ordentlicher Universitätsprofessor für Sologesang. Er betätigte sich auch auf dem Gebiet der Opernregie. Höhepunkte seines umfangreichen Bühnenrepertoires waren der Alberich, Jago, Pizarro, Gunther, Beckmesser, Faninal, Mandryka, den er an der Seite von Montserrat Caballé sang, der Renato, Rigoletto, Luna und Dr. Schön.